# Gastronomía novoandina
La gastronomía novoandina es un nuevo estilo culinario surgido en el Perú por el interés de los gastrónomos locales de retomar costumbres alimenticias del pasado prehispánico para recrearlas, rescatando y revalorizando así muchos de los ingredientes autóctonos. En esta recreación de la cocina andina, entran elementos procedentes de otros horizontes culturales como el europeo.
En contraste con la creencia popular, el término "novoandino" no se refiere sólo a la revalorización de los insumos y técnicas culinarias de la serranía, sino a todo lo que corresponde, rodea e influye de la cordillera andina. El arte culinario de la costa geográfica y la ceja (y media) selva se consideran dentro de esta corriente gastronómica.

## Historia
Sobre los primeros pasos en el desarrollo de la cocina novoandina, cuenta Bernardo Roca Rey que en Suiza, donde estaba realizando estudios en química en la Universidad de Lausana, "extrañaba mucho mi vida en Lima, mi comida de Lima  y  terminé  haciendo  hasta  pachamanca,  que  es la comida bajo la tierra. A casi todos los platos les di un perfil muy hotelero e inventé una cosa que, cuando regresé al Perú, le llamé la comida novoandina con la intención de mostrar la cultura peruana, que es una cultura milenaria. Este hecho de que sea cuna de culturas  hace  que  tengamos  unas  raíces  muy  fuertes  y la cocina novoandina lo que trataba era de sacar esa cultura que está entrabada en los Andes".
 

Uno de los primeros restaurantes en introducir la cocina novoandina es "Las Brujas de Cachiche" en Lima ofreciendo en su carta solo platos que originalmente eran preparados en la época del Imperio inca.

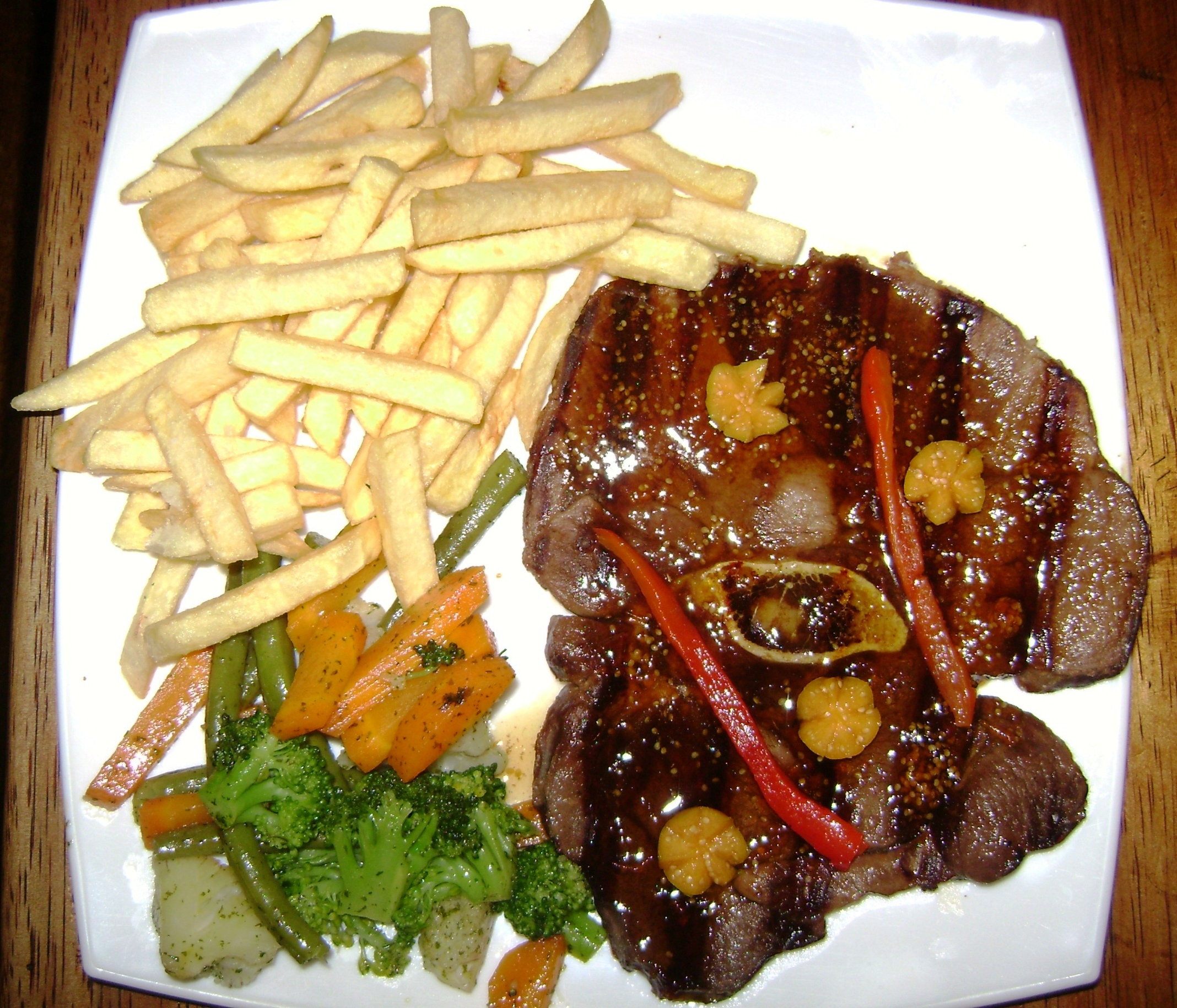
Alpaca en salsa de aguaymanto, un ejemplo de la novedosa cocina novoandina del Perú.

La gran olla Huacachina es el plato fundador de la cocina novoandina. Fue creado por Bernardo Roca Rey en 1986 como respuesta al reto planteado en la laguna de La Huacachina por un grupo de chefs extranjeros cuyos platillos habían sido juzgados por éste en un festival organizado por la Asociación Gastronómica del Perú (Ágape). Aceptando el desafío, el pionero de la cocina novoandina se dirigió al mercado de la cercana ciudad de Ica, y con los ingredientes que pudo hallar, inventó un nuevo platillo, la gran olla huacachina. Para su realización, hizo uso de todo lo que le proporcionaba su entorno: ollas de fabricación artesanal, pallares y hierbas aromáticas de Nazca, vino del lugar. Además, Roca Rey substituyó el arroz por la quinua andina en el Risotto.
Hoy es común ir a un restaurante, sobre todo los grandes hoteles como la Posada del Inca (cuyo chef principal es el peruano Rafael Piqueras), y encontrar en su carta platos novoandinos.

## Características
La cocina novoandina utiliza ingredientes nativos y los emplea en preparaciones modernas creando platos como el "Quinotto" o "Risotto de quinua". Se trata pues de experimentar con productos del lugar y de encontrar formas de convertirlos en algo más sofisticado. Esta nueva escuela se concibe así misma como un taller de innovación. Sus promotores, Bernardo Roca Rey y Luis la Rosa, sostienen que la cocina en el Perú, antes que aferrarse simplemente a las recetas tradicionales, debe recuperar productos autóctonos y estilos culinarios propios combinándolos con el uso de técnicas modernas y formas de presentación más sofisticadas. Su propuesta se expresa, por ejemplo, en platos a base de quinua u olluco, salsas de mamey o maracuyá y en el uso de hierbas aromatizantes andinas. Uno de sus potajes representativos, a modo de ejemplo, es el reventón ayacuchano, réplica de la pachamanca, en la cual se cocinan en olla de barro diversidad de carnes y legumbres de la Sierra, acompañadas de salsas originales peruanas.
Lima,capital cosmopolita y mestiza, se ha convertido en la sede principal de esta corriente culinaria, aunque en los principales puntos andinos como Huaraz, Cusco o Huancayo, este estilo ha cobrado también un gran auge. Cada día se inaugura en estas ciudades una nueva escuela culinaria o un restaurante, siguiendo esta nueva filosofía.

## Insumos y recetas de autor
Algunos de los productos nativos utilizados son tarwi, ch’uño, quinua, kiwicha, moraya, cochayuyu, maca, coca, uchu, olluco, oca, etc.
- Achira, arracacha, quinua

Gastón Acurio ha propuesto platos como la trucha marinada con blinis de achira, lomo de atún con crema de arracacha y quinua rosada. La achira es un tubérculo que proviene de la selva amazónica. Fue cultivada y mitificada por culturas preincas como Chavín, Nasca y Paracas.
- Maca

La periodista gastronómica Hirka Roca Rey, en su restaurante Pantagruel (que fue el primero en su género) fue quien inició la internacionalización de esta cocina. Ella creó platos como la carne de alpaca braseada en salsa de hierbas andinas y los chicharrones en salsa de maca.
- Yacón, ají

Rafael Piqueras presenta el pulpo a la parrilla con vinagreta de yacón y un cebiche con espuma de ají amarillo y pisco mosto verde, platos que dio a conocer en España, en la feria gastronómica de Madrid.
- Coca, mashua

Cucho La Rosa es el autor intelectual del coca sour y el pan de oca y mashua.